# Horacio White
Horacio White (Rosario, 2 de abril de 1927 – 26 de agosto de 2017) fue un nadador olímpico argentino, que compitió en los Juegos Olímpicos de Londres 1948 en los 100 metros libres y la de relevos de 4 × 200 metros, llegando a la final acabando en el sexto puesto. Además de esto, fue campeón nacional en 1946, 1947 y 1948, y fue campeón en los torneos Sudamericanos de 1946 y 1947.